# Andrzej Supron
Andrzej Supron (* 22. Oktober 1952 in Warschau) ist ein ehemaliger polnischer Ringer.

## Werdegang
Andrzej Supron wuchs in Warschau auf und begann 1963 beim Sportverein RKS „Elektrycznosz“ Warschau mit dem Ringen. 1972 begann er in Kattowitz ein Studium der Bergbautechnik und wechselte zu GKS Kattowitz. Im Laufe seiner Karriere wurde er von den Trainern Tadeusz Świętulski, Jan Adamaszek, Antoni Masternak und Janusz Tracewski betreut. Andrzej begann als Leichtgewichtler und wuchs später in das Weltergewicht hinein. Er rang ausschließlich im griech.-röm. Stil.
Seinen internationalen Einstand gab er bei den Jugend-Europameisterschaften im schwedischen Huskvarna. Dort gewann er in der Klasse bis 65 kg Körpergewicht den EM-Titel. Bereits 1971 startete er bei den Weltmeisterschaften in Sofia erstmals bei den Senioren. Er zeigte für sein Alter von 19 Jahren hervorragende Kämpfe und belegte im Leichtgewicht den 6. Platz.
Bei den Europameisterschaften 1972 in Kattowitz gewann er dann bereits seine erste Medaille bei den Senioren. Dabei schlug er auch den späteren Europameister Jürgen Hähnel aus Leipzig, verlor aber gegen den Ungarn Antal Speer und kam auf den 3. Platz. Bei den Olympischen Spielen in München startete er im Leichtgewicht und unterlag in der 4. Runde dem späteren Olympiasieger Schamil Chisamutdinow. So kam er auf den 8. Platz.
Nachdem Andrzej im Jahr 1973 relativ erfolglos war, gelangen ihm bei den Europameisterschaften 1974, den Weltmeisterschaften 1974, den Europameisterschaften 1975 und den Weltmeisterschaften 1975 vier Medaillengewinne in Folge, wobei er bei der EM 1975 in Ludwigshafen am Rhein sogar die Goldmedaille gewann. Mit großen Hoffnungen startete Andrzej deshalb bei den Olympischen Spielen 1976 in Montreal, konnte aber wieder keine Medaille gewinnen. Suren Nalbandjan aus der UdSSR und Ștefan Rusu aus Rumänien, mit dem er sich in den nächsten Jahren noch viele harte Gefechte liefern sollte, verwehrten ihm den Weg dazu. Ein 5. Platz blieb für Andrzej.
Auch in der Periode zwischen den Olympischen Spielen 1976 und 1980 gewann Andrzej einige Medaillen bei den internationalen Meisterschaften. Im Jahr 1979 wurde er dabei erstmals Weltmeister. Auf dem Weg dahin schlug er auch Stefan Rusu, gegen den er vorher viermal verloren hatte, nach Punkten. Nachdem er bei den Europameisterschaften 1980 nach einer erneuten Niederlage gegen Rusu nur den 10. Platz belegt hatte, fuhr er mit gemischten Gefühlen zu den Olympischen Spielen 1980 nach Moskau. Dort lieferte er aber ein hervorragendes Turnier ab und gewann die Silbermedaille. Im Endkampf unterlag er dabei wieder einmal Stefan Rusu, wenn auch nur sehr knapp nach Punkten. Vorher hatte er u. a. die starken Lars-Erik Skiöld aus Schweden und Suren Nalbandjan geschlagen.
In den folgenden Jahren war Andrzej weiterhin sehr erfolgreich. Er wechselte die Gewichtsklasse und startete nunmehr im Weltergewicht. Den größten Erfolg hatte er dabei 1982, als er in Warna Europameister wurde. 1982 und 1983 wurde er Vizeweltmeister. In der Weltergewichtsklasse traf er mit Stefan Rusu einen „alten“ Rivalen und mit Ferenc Kocsis aus Ungarn, Roger Tallroth aus Schweden und Michail Mamiaschwili aus der UdSSR ungemein starke „neue“ Gegner. Dass er sich aber gegen diese behaupten konnte, hat er durch seine Erfolge 1982 und 1983 bewiesen.
Die Teilnahme an seinen vierten Olympischen Spielen 1984 in Los Angeles blieb Andrzej wegen des Boykotts dieser Spiele durch die sozialistischen Länder verwehrt. Seine Laufbahn schloss Andrzej im Jahr 1985 bei den Weltmeisterschaften in Kolbotn/Norwegen ab. Dort gelang ihm aber kein Medaillengewinn mehr. Im Kampf um die Bronzemedaille unterlag er dem Olympiasieger von 1984 Jouko Salimäki aus Finnland knapp nach Punkten.
Andrzej Supron war ein in allen Ringerkreisen sehr beliebter Ringer, da er immer sehr fair und anständig rang. Er hatte immer gute Laune und für alle Gegner ein gutes Wort übrig. Dazu sah er blendend aus und hatte deshalb eine große Anhängerschaft im weiblichen Publikum. Er absolvierte bereits ab 1979 eine Trainerausbildung und arbeitete nach dem Ende seiner Laufbahn als aktiver Ringer als Trainer, darunter auch einige Jahre in den Vereinigten Staaten. Jetzt ist Andrzej Fitnessunternehmer in Warschau.
Die Ergebnisse der internationalen Meisterschaften und einiger anderer Turniere, an denen Andrzej Supron teilnahm, sind in dem folgenden Abschnitt nachzulesen.

## Internationale Erfolge
(OS = Olympische Spiele, WM = Weltmeisterschaft, EM = Europameisterschaft, GR = griech.-röm. Stil, Le = Leichtgewicht, We = Weltergewicht, damals bis 68 kg bzw. 74 kg Körpergewicht.)
- 1970, 1. Platz, Junioren-EM in Huskvarna, GR, bis 65 kg Körpergewicht, vor Mikko Huhtala, Finnland, Anatoli Bykow, UdSSR, Erich Klaus, BRD, Anders Pettersson, Schweden, und Nikolai Dimow, Bulgarien;
- 1971, 6. Platz, WM in Sofia, GR, Le, mit Siegen über Dada, Libanon und Gary Alexander, USA, einem Unentschieden gegen Klaus-Peter Göpfert, DDR, und Niederlagen gegen Tanoue Takashi, Japan, und Stojan Apostolow, Bulgarien;
- 1972, 3. Platz, EM in Kattowitz, GR, Le, mit Siegen über Josef Brötzner, Österreich, Ibrahim Arslan, Türkei, Apostolow, Jürgen Hähnel, DDR, und einem Unentschieden gegen Lars-Erik Skiöld, Schweden, und einer Niederlage gegen Antal Steer, Ungarn;
- 1972, 8. Platz, Olympische Spiele in München, GR, Le, mit Siegen über Mohamad Dalirian, Iran, und Sotirios Nakos, Griechenland, und Niederlagen gegen Simion Popescu, Rumänien, und Schamil Chisamutdinow, UdSSR;
- 1973, 5. Platz, EM in Helsinki, GR, Le, mit Siegen über Jacques van Lancker, Belgien, Jakob Tanner, Schweiz, und Heinz-Helmut Wehling, DDR, und Niederlagen gegen Sreten Damjanović, Jugoslawien, und Chisamutdinow;
- 1973, 14. Platz, WM in Teheran, GR, Le, nach Niederlagen gegen Philipp Frey, USA, und Manfred Schöndorfer, BRD;
- 1974, 2. Platz, EM in Madrid, GR, Le, nach Siegen über Skiöld, Steer, Eugen Hupcă, Rumänien, Wehling, Binju Chifudow, Bulgarien, und einer Niederlage gegen Chisamutdinow;
- 1974, 3. Platz, WM in Kattowitz, GR, Le, mit Siegen über Patrick Marcy, USA, Schöndorfer, Damjanovic, Markku Yli-Isotalo, Finnland, und Istvan Nemeth, Ungarn, und Niederlagen gegen Nelson Dawidjan, UdSSR, und Wehling;
- 1975, 1. Platz, EM in Ludwigshafen am Rhein, GR, Le, mit Siegen über Victor Felicien, Belgien, Nemeth, Erol Mutlu, Türkei, Viktor Kuzmin, UdSSR, Schöndorfer und Skiöld;
- 1975, 2. Platz, WM in Minsk, GR, Le, mit Siegen über van Lancker, Marcy, Damjanovic, Pavel Ehrlich, Tschechoslowakei, Chifudow und Wehling und einer Niederlage gegen Chisamutdinow;
- 1976, 5. Platz, OS in Montreal, GR, Le, mit Siegen über Nedko Nedew, Bulgarien, van Lancker und Kim Hae-Myong, Nordkorea, und Niederlagen gegen Suren Nalbandjan, UdSSR, und Ștefan Rusu, Rumänien;
- 1977, 5. Platz, EM in Bursa, GR, Le, mit Siegen über Mileter Durovic, Jugoslawien, Wehling, Karoly Gal, Ungarn, und einer Niederlage gegen Nalbandjan; danach musste Andrzej wegen Verletzung aufgeben;
- 1977, 7. Platz, WM in Göteborg, GR, Le, mit Siegen über Ruud Brinkmann, Niederlande, Howard Stupp, Kanada, und Yli-Isotalo und Niederlagen gegen Rusu und Skiöld;
- 1978, 4. Platz, EM in Oslo, GR, Le, mit Siegen über Wehling, Lacaze, Frankreich, Gal, Erich Klaus, BRD, und einer Niederlage gegen Rusu; im Kampf Supron gegen Nikolai Dimow wurden beide Ringer wegen Passivität disqualifiziert;
- 1978, 2. Platz, WM in Mexiko-Stadt, GR, Le, mit Siegen über Stupp, Skiöld, Wehling und Dimow und einer Niederlage gegen Rusu;
- 1979, 1. Platz, "Iwan-Poddubny"-Turnier in Minsk, GR, Le, vor Karlow und Antipow, beide UdSSR;
- 1979, 3. Platz, EM in Bukarest, GR, Le, mit Siegen über Nicolas Didier, Frankreich, Alexander Vejsada, Tschechoslowakei, Matti Övermark, Finnland, und Wehling und Niederlagen gegen Iwan Staikow, Bulgarien, und Rusu;
- 1979, 1. Platz, WM in San Diego, GR, Le, mit Siegen über Alexander Aliew, UdSSR, Ferenc Csaba, Jugoslawien, Rusu, Gal und Klaus;
- 1980, 10. Platz, EM in Prievidza, GR, Le, nach Niederlagen gegen Rusu und Iwan Atanassow, Bulgarien;
- 1980, Silbermedaille, OS in Moskau, GR, Le, mit Siegen über Sakhidad Hamichi, Ägypten, Gal, Buyundelder Bold, Mongolei, Naldandjan und Skiöld und einer Niederlage gegen Rusu;
- 1981, 3. Platz, EM in Göteborg, GR, We, mit Siegen über Lennart Lundell, Schweden, Borislaw Beliskow, Bulgarien, Peter Thätner, DDR, und Karolj Kasap, Jugoslawien, und einer Niederlage gegen Ferenc Kocsis, Ungarn;
- 1982, 1. Platz, EM in Warna, GR, We, vor Roger Tallroth, Schweden, Kasap, Alexander Kudriawzew, UdSSR, Rusu und Iwan Shopow, Bulgarien;
- 1982, 2. Platz, WM in Kattowitz, GR, We, hinter Rusu und vor Kasap, Kudriawzew, Stojan Wassiliew, Bulgarien, und Jan Roger Olsen, Norwegen;
- 1983, 2. Platz, EM in Budapest, GR, We, hinter Michail Mamiaschwili, UdSSR, und vor Kasap, Rusu, Tallroth und Takahiro Mukai, Japan;
- 1984, 7. Platz, EM in Jönköping, GR, We, mit Siegen über Jaroslav Zeman, CSSR, Branko Dukic, Jugoslawien, und Jouko Salomäki, Finnland, und Niederlagen gegen Rusu und Karl-Heinz Helbing, BRD;
- 1985, 4. Platz, WM in Kolbotn/Norwegen, GR, We, hinter Mamiaschwili, Rusu und Salomäki und vor Borislaw Velitschkow, Bulgarien, und Helbing